# Штаб «Валли»
Штаб «Валли» (нем. Stab Walli) — специальный разведывательный орган германской военной разведки (абвера), созданный в июне 1941 года для организации и проведения разведывательной, контрразведывательной и диверсионной работы против Советского Союза. Подчинялся управлению «Абвер-заграница». 

## Структура
Штаб имел в своем составе три отдела.
- Валли-1 — экономическая и военная разведка на Восточном фронте. Начальник — майор (в конце войны — подполковник) Баун. Отдел подразделялся на «рефераты» (подотделы):

- 1H — разведка сухопутных сил;
- 1L — разведка военно-воздушных сил;
- 1Wi — экономическая разведка;
- 1G — изготовление фиктивных документов;
- 1I — обеспечение радиоаппаратурой, шифрами, кодами.

- Валли-2 — разведывательно-диверсионная работа против Красной Армии. Начальники (последовательно) — майор Зелигер, обер-лейтенант Мюллер, капитан Беккер[1].
- Валли-3 — контрразведывательная деятельность против советской разведки, партизан и подполья.

Отделам «Валли» подчинялись абверкоманды (нем. Abwehrkommando), а тем, в свою очередь, абвергруппы (нем. Abwehrtrupp) соответствующей специализации, образованные при штабах армий и групп армий. Кроме того, штаб «Валли» располагал разведывательными школами в Варшаве (позже переведена в Нойхоф, ныне Совхозное Калининградской области) и в Нидерзее. Для заброски агентуры через линию фронта штабу придавался особый «авиационный отряд майора Гартенфельда».
В числе прочего штаб «Валли» занимался дальним радиоперехватом и анализом полученных данных:344.
В 1944 году штаб «Валли» со всеми подчиненными подразделениями вошел в состав Военного управления и VI Управления РСХА под наименованием «Управление фронтовой разведки — Восток» (Leitstelle für Frontaufklärung Ost). Абверкоманды и абвергруппы стали называться фронтовыми разведывательными командами и группами соответственно (Frontaufklärungkommando и Frontaufklärungtrupp). Задачи и методы работы остались прежними.